# جائزة إسبانيا الكبرى 2015
جائزة إسبانيا الكبرى 2015 (بالإنجليزية: 2015 Spanish Grand Prix)‏ هو سباق فورمولا 1 أقيم بتاريخ 10 مايو 2015 في حلبة دي كاتلونيا، مونتميلو، إسبانيا. كان الخامس من أصل 19 في بطولة العالم لسباقات الفورمولا واحد موسم 2015. حلّ الألماني نيكو روسبيرغ أولا.